# سیلویا سووادوا
سیلویا سووادوا (انگلیسی: Silvia Šuvadová؛ زادهٔ ۴ آوریل ۱۹۷۳) هنرپیشه، و بازیگر سینما اهل اسلواکی است.
از فیلم‌ها یا برنامه‌های تلویزیونی که وی در آن نقش داشته‌است می‌توان به سریع و خشمگین: توکیو دریفت، کلیا اشاره کرد.